# I. Mojmír morva fejedelem
I. Mojmír (másképpen Moymir, illetve Moimir) morva fejedelem (830?-846), a nevét viselő Mojmír-dinasztia első ismert tagja.
Frank forrásokban tűnik fel először 830-ban mint a Morva Fejedelemség uralkodója. Országát a történészek általában a Dunába északról ömlő Morva-folyó völgyébe, valamint a mai Morvaország és Nyugat-Szlovákia területére teszik.
I. Mojmírt Passauból érkezett misszionáriusok keresztelték meg 831-ben valószínűleg annak fejében, hogy elismeri hűbérurának a frank uralkodót. 833-ban Pribina fejedelmet elűzve meghódította a szomszédos Nyitrai Fejedelemséget és ott saját unokaöccsét, Rasztiszlávot emelte hatalomra, így egyesítette az uralma alatt álló Morva Fejedelemséggel. Mojmír idővel megpróbált megszabadulni a frank függőségtől, ezért Német Lajos keleti frank király hadsereggel vonult ellene 846-ban és Rasztiszlávot tette meg morva fejedelemmé.